# Beauty & Crime
Beauty & Crime — седьмой студийный альбом американской певицы Сюзанны Веги, вышедший в 2007 году. Первый за пять лет, после выхода предыдущего диска, Songs in Red and Gray.

## Об альбоме
После выхода альбомов Nine Objects of Desire и Songs in Red and Gray, имевших весьма скромный коммерческий успех, Сюзанна Вега покинула лейбл A&M Records, с которым она работала всю свою карьеру. Промежуток времени между Songs in Red and Gray и Beauty & Crime певица провела в гастрольном туре, а в 2006 году был заключён контракт с лейблом Blue Note Records, специализирующемся преимущественно на джазовой музыке. Beauty & Crime — концептуальная запись на тему Нью-Йорка — была выпущена в июле 2007 года.

## Список композиций
1. «Zephyr & I» — 3:10
2. «Ludlow Street» — 3:16
3. «New York Is A Woman» — 2:54
4. «Pornographer’s Dream» — 3:23
5. «Frank & Ava» — 2:38
6. «Edith Wharton’s Figurine» — 2:23
7. «Bound» — 4:43
8. «Unbound» — 3:34
9. «As You Are Now» — 2:20
10. «Angel’s Doorway» — 2:55
11. «Anniversary» — 2:57
12. «Obvious Question» (бонус-трек) — 1:50

## Позиции в чартах
| Страна         | Место   |
| -------------- | ------- |
| Великобритания | 127     |
| Бельгия        | 31 / 69 |
| Германия       | 81      |
| Польша         | 49      |
| США            | 129     |
| Финляндия      | 13      |
| Франция        | 52      |
| Швейцария      | 79      |